# École polytechnique de l'Oural
L'école polytechnique de l'Oural, ou polytechnicum, ou collège polytechnique de l'Oural (Уральский политехнический колледж) est un établissement d'enseignement spécialisé professionnel d'État autonome de l'oblast de Sverdlovsk en Russie de compétence interrégionale, situé à Ekaterinbourg, perspective Lénine.

## Histoire
Cet établissement d'enseignement spécialisé est fondé en 1942 auprès de l'université technique d'État de l'Oural (nommée à l'époque institut industriel de l'Oural Kirov). La première promotion de sortie date de 1945 et en 1947 l'établissement prend son autonomie.

## Édifice
L'édifice de l'école polytechnique de l'Oural (collège) est construit en style néoclassique soviétique (avec un imposant portique octostyle) selon les plans développés par la branche de Sverdlovsk de l'Institut de design de l'URSS Promstroïproïekt en 1952-1953. L'équipe des auteurs est constituée de l'ingénieur principal A.F. Kovalenko, de l'ingénieur Rubinstein, de l'architecte en chef V.I. Wechsler, de l'architecte N.V. Rejepp, de l'ingénieur-constructeur A.A. Kopylov, etc. Les travaux durent jusqu'à la mise en exploitation en 1962.
« Le polytechnicum de l'Oural est un complexe architectural de trois étages en briques, proche d'une configuration en forme de Ш. La façade sud principale avec des rangées d'ouvertures de fenêtres étage par étage a une composition symétrique avec trois risalits (avant-corps) - central et latéral. Le risalit central sur sept axes de fenêtres avec un portique octostyle de grand ordre, couvrant le premier le deuxième et le troisième étage, est complété par un entablement, sur la frise duquel il y a une inscription avec le nom de l'école technique, et un couronnement d'un attique en gradin. Les risalits latéraux sont à portiques doriques tétrastyles, terminés par un entablement. La façade est divisée verticalement par un appui de fenêtre du premier étage et se termine par une frise lisse et une corniche. Les fenêtres de la façade principale sont de forme rectangulaire. Les fenêtres du risalit central du rez-de-chaussée sont marqués par des dimensions agrandies. Les entrées de la façade principale sont situées dans les trois axes centraux du risalit central et le long de l'axe central des risalits latéraux. Le rez-de-chaussée est décoré de rustications horizontales. Les ouvertures du rez-de-chaussée en partie haute présentent des architraves en forme d'imitation de maçonnerie à graphes. Les ouvertures des fenêtres des étages supérieurs sont dépourvues d'encadrement décoratif. Les ouvertures des fenêtres du rez-de-chaussée des parties en retrait de la façade sont complétées par des panneaux d'appui de fenêtre. La façade latérale est à une solution en deux parties. Les hautes fenêtres rectangulaires ont un cadre lisse en forme de niches avec des étagères de rebord de fenêtre. La façade occidentale a une composition symétrique, dont le centre est souligné par un large risalit peu profond à six axes de fenêtres. Au niveau du premier au troisième étage, le risalit est orné de colonnes doriques aux trois quarts stylisées imitant les portiques. La façade est divisée par un appui de fenêtre du premier étage, se terminant par une frise et une corniche. »

## Activité

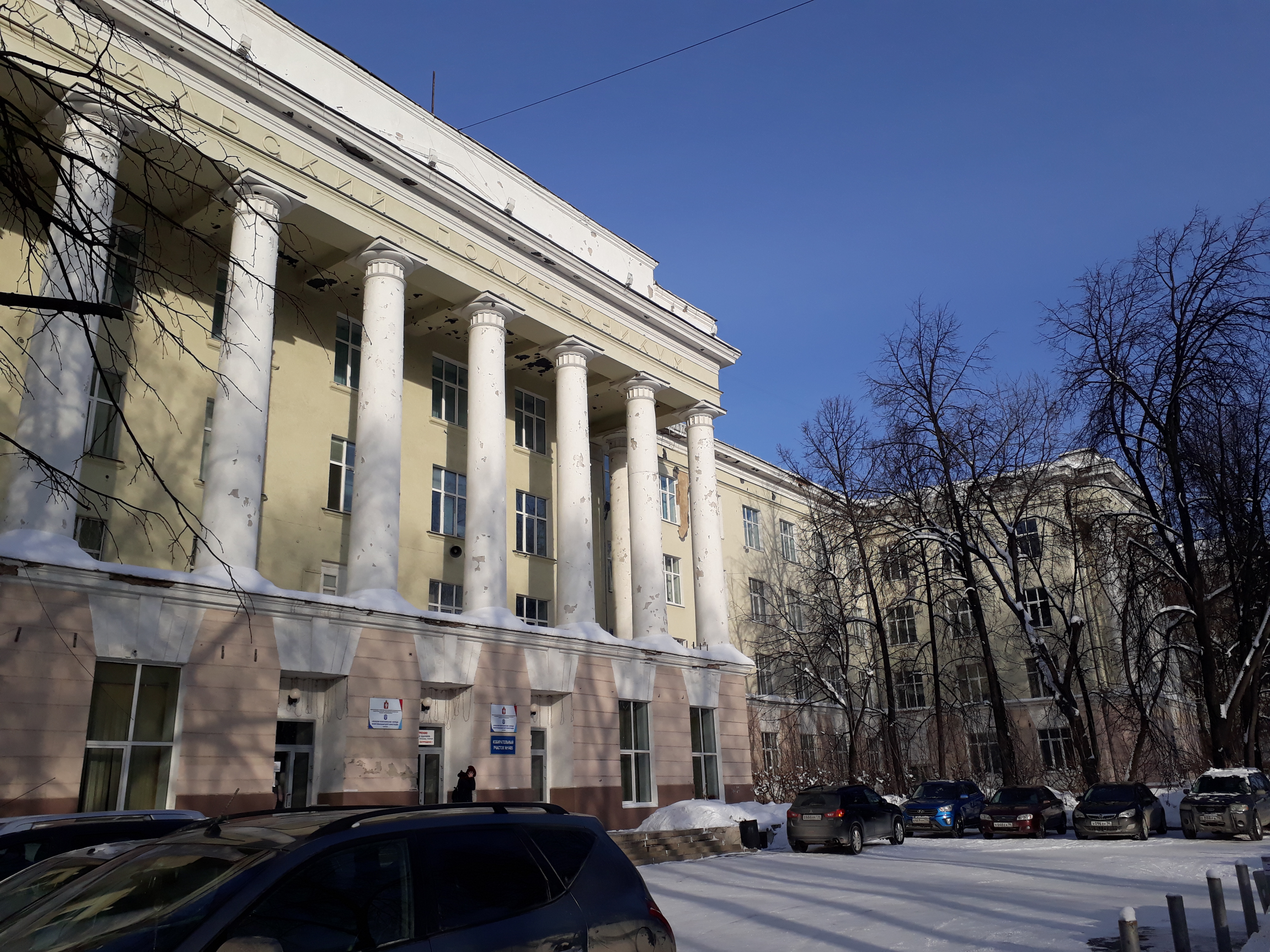
Vue en hiver.

L'école polytechnique enseigne à environ 2 500 étudiants dont une grande partie par correspondance ou en distanciel.
Elle prépare les étudiants aux examens de dix-neuf spécialités, dont: techniques, technique et technologie, technique et logistique, technique opérationnelle, logistique opérationnelle, comptabilité.
En 2015, l'école participe au mouvement international WorldSkills, et devient un centre spécialisé en trois matières: automatisation industrielle, prototypage, installation électrique.
Le directeur de cette école supérieure est Viatcheslav Alexandrovitch Moskovkine.

## Source de la traduction
- (ru) Cet article est partiellement ou en totalité issu de l’article de Wikipédia en russe intitulé « Уральский политехнический колледж » (voir la liste des auteurs).